# Criptare cuantică
Criptarea cuantică este o abordare bazată pe fizica cuantică pentru a realiza comunicații securizate. Spre deosebire metodele de criptografie tradiționale, care folosesc diverse metode matematice pentru a împiedica interceptarea și decodificarea mesajului, criptarea cuantică se bazează pe legile fizicii în ceea ce privește transmiterea informației. Interceptarea poate fi văzută ca o masurare a unui obiect fizic - în acest caz purtătorul de informație. Folosind fenomene cuantice cum ar fi suprapunerea cuantică sau legătura cuantică, se poate proiecta și implementa un sistem de comunicație care să evite întotdeauna interceptarea. Aceasta este din cauză că măsurările efectuate asupra unui purtător cuantic îi modifică proprietățile și astfel rămân "urme" ale interceptării.

## Schimbul de chei cuantice
O problemă centrală în criptografie este distribuirea cheilor. O soluție, aceea a criptografiei cu cheie publică, se bazează pe anumite probleme matematice complexe ca timp de calcul (cum ar fi factorizarea numerelor întregi), pe când criptarea cuantică se bazează pe legile mecanicii cuantice. Dispozitivele care folosesc criptarea cuantică utilizează fotoni individuali, și se bazează fie pe principiul lui Heisenberg sau pe principiul legăturii cuantice. 
Incertitudine: Actul de a măsura este o parte integrantă a mecanicii cuantice, nu doar un proces extern și pasiv, ca în cazul fizicii clasice. Este deci posibil să se codeze informația în anumite proprietați ale fotonului, astfel încât orice efort de a le monitoriza le modifică într-un mod ușor de detectat. Acest efect apare din cauză că în teoria cuantică, anumite perechi de proprietăți fizice sunt complementare, în sensul că măsurarea uneia dintre aceste proprietăți o modifică pe cealaltă. Acest fenomen este cunoscut ca principiul incertitudinii al lui Heisenberg. Cele două proprietăți complementare care sunt des folosite în criptarea cuantică sunt cele două tipuri de polarizare a fotonului, de exemplu liniară (vertical/orizontal) sau diagonală (la 45 si 135 de grade).
Legatura: Este o stare a două sau mai multe particule cuantice (de exemplu fotoni) în care multe din proprietățile lor fizice sunt puternic corelate. Particulele legate nu pot fi descrise specificând stările individuale ale particulelor, deoarece acestea pot să conțină informație într-un mod care nu poate fi accesat prin experimente făcute asupra vreuneia dintre ele în particular. Acest fenomen se produce indiferent de distanța dintre particule.

## Cele două abordări
Pe baza acestor două proprietăți neintuitive ale mecanicii cuantice (incertitudinea și legatura), au fost inventate două tipuri de protocoale de criptare cuantică. Primul folosește polarizarea fotonilor pentru a codifica biții de informație și se bazează pe natura aleatoare a fizicii cuantice pentru a evita interceptarea mesajului. Al doilea folosește fotoni legați pentru a codifica biți, și se bazează pe faptul că informația apare doar după măsurători facute de parțile ce comunică.
Fotoni polarizați - Charles H. Bennett și Gilles Brassard (1984)
Această metodă de criptare folosește pulsuri de lumină polarizată, cu un singur foton in fiecare puls. Să presupunem două tipuri de polarizare, liniară și circulară. Polarizarea liniară poate fi verticală sau orizontală iar cea circulară poate fi în sens trigonometric sau invers. Orice fel de polarizare a unui foton poate codifica un bit de informație, de exemplu polarizarea verticală pentru 0 și cea orizontală pentru 1 sau sens trigonometric pentru 1 și invers pentru 0. Pentru a genera o cheie aleatorie, emițătorul trebuie să folosească polarizarea orizontală și verticală cu probabilitate egală. Pentru a preveni interceptarea, emițăatorul folosește de asemenea polarizarea circulară, alegând aleator întrea cele două sensuri.
Securitatea dată de această metodă vine din faptul că oricine ar incerca să intercepteze mesajul nu știe ce metodă de polarizare folosește un anumit puls pentru a codifica informația utilă; în plus, măsurarea pulsului îi modifică starea, și receptorul autorizat poate în acest fel să facă o estimare a procentului din mesaj care a fost interceptat. Acest receptor nu știe nici el ce fel de polarizare a fost folosită de fapt pentru fiecare puls (emițătorul nu poate sa îi spuna pur și simplu pentru că și acest mesaj ar putea fi interceptat). În orice caz, receptorul poate să ghicească (și în 50% din cazuri va ghici corect). După recepționarea fotonilor, astfel încât nimeni nu mai poate să-i măsoare, emițătorul îi poate spune unde a ghicit și unde nu.
 Fotoni entanglați  - Artur Ekert(1991)
Metoda Ekert folosește perechi de fotoni legați. Aceștia pot fi emiși de emițător, de receptorul autorizat sau de o terță parte, deși în acest caz se pune problema certificării lor. În orice caz, fotonii sunt distribuiți astfel încât cei doi agenti care comunică să primească câte un foton. Metoda se bazează pe trei proprietăți ale legăturii cuantice. În primul rând, se pot produce stări legate care sunt perfect corelate, în sensul că dacă cei doi agenți testează polarizarea verticală sau orizontală a particulelor lor, vor obține rezultate opuse. Același lucru este valabil dacă este vorba de orice altă polarizare complementară (ortogonală). Totuși, rezultatele individuale sunt complet aleatoare, adică nici unul nu poate sa prezică dacă va obține o polarizare verticală sau orizontală.
În al doilea rând, aceste stări au o proprietate numită non-localizare cuantică, fără vreun analog în fizica clasică. Dacă cei doi agenți autorizați masoară polarizarea particulelor primite, rezultatele lor nu vor fi perfect corelate, ci doar intr-o anumită masură. Deci există o probabilitate mai mare de 50% ca unul dintre agenți sa poată, pe baza masurătorilor lui, să deducă rezultatul celuilalt. Această probabilitate este mai mare decât predicțiile bazate pe modele din fizica clasică sau decat ne-ar putea spune intuiția.
În al treilea rând, orice încercare de interceptare a comunicației va slăbi corelația, și incercarea va fi astfel detectată.

## Mărirea securității
Protocoalele de criptare cuantică au proprietăți la care nu se poate ajunge prin metodele traditionale de criptare. Cei doi agenți care comunică pot genera și interschimba chei aleatorii care sunt foarte similare - în condiții ideale ar trebui sa fie identice, dar în realitate va exista o anumită rată a erorii. De asemenea aceste protocoale permit estimarea nivelului de interceptare a comunicației, și se poate deduce cât din cheile lor aleatorii este cunoscut de o terța parte. Aceste rezultate sunt interesante, dar nu suficiente pentru a rezolva problema interschimbării cheilor. Interceptarea chiar a unei mici părti din chei poate avea efecte semnificative: o terță parte poate sa citească o bucată (poate critică) a mesajului secret. Din cauza faptului că erorile și zgomotul de fond nu pot fi evitate în totaliltate, nu se poate garanta ca nici o cheie nu a fost interceptată - erorile de comunicație și încercările de interceptare nu pot fi deosebite, așa că se poate presupune că în cazul cel mai defavorabil, toate erorile se datorează interceptării mesajului.
Mărirea securității este o versiune criptografică a corecției de erori, ceea ce permite ca cei doi agenți care vor să comunice să aibă la inceput chei similare despre care o terța parte poate să aibă anumite informații, și din aceste chei să producă unele mai scurte dar despre care un eventual atacator nu cunoaște (aproape) nimic.
Desi mărirea (clasică) a securității poate fi folosită pentru oricare din protocoalele Bennett-Brassard sau Ekert, s-a descoperit că encriptarea bazată pe legatura cuantică permite mărirea securității direct la nivel cuantic. Astfel se marește eficiența, și apar și alte avantaje. Printre altele, când tehnologia se va fi dezvoltat complet, va permite criptarea cuantică pe distante oricât de mari, folosind relee intermediare. 

## Limitări
O limitare a schimbului de chei prin metoda Bennett si Brassards este că, deși se pot crea chei care să dea "securitate perfectă", poate afecta proprietatea de "negare", adică emițătorul poate cripta mesajul cu o cheie, dar după ce l-a trimis să pretindă că mesajul era altul, criptat cu altă cheie.
Motivul este că un eventual interceptor, care doar ascultă o mică parte a mesajului (și modifică un număr destul de mic de biți, care nu dau de bănuit) va ști ce s-a întâmplat cu o parte a biților transmiși. Dacă sunt forțați să arate ceea ce a fost trimis și cheia folosită, cei doi agenți care au comunicat trebuie să-si schimbe cheile și deci și inregistrările care au fost folosite pentru a le genera, pentru a putea să "nege" mesajul. Totuși, există o probabilitate nenulă ca părți ale înregistrărilor schimbate să fi fost interceptate de o terță parte, care va ști astfel ca cheile au fost schimbate și cei doi agenti care comunicau "mint".

## Metode de atac
În criptarea cuantică, atacul tradițional cu "intermediar" este imposibil din cauza principiului incertitudinii. Orice interceptare a fotonilor duce inevitabil la modificarea proprietaților lor, dacă se folosește un detector incorect. De asemenea nu se pot reemite electronii, deoarece asta ar duce la erori inacceptabile.
În cazul folosirii metodei de criptare cu electroni legați, ei sunt aproape imposibil de interceptat, deoarece crearea a trei electroni legați ar slăbi "legătura" atât de mult încât acest lucru s-ar detecta imediat. Atacul cu "intermediar" nu poate fi folosit pentru ca ar fi nevoie de masurarea unui electron legat, ceea ce l-ar modifica și pe celalalt, urmată de reemiterea ambilor fotoni, lucru imposibil dupa legile mecanicii cuantice.
Din cauza faptului că o linie de fibră optică e necesară între cei doi agenți care folosesc criptarea cuantică, întreruperea comunicației poate fi facută foarte ușor tăind linia sau, mai discret, încercând interceptarea informației transmise. Dacă se poate interveni în echipamentul folosit, s-ar putea modifica astfel încât cheile generate să nu mai fie sigure, ajungându-se astfel la un atac cu generator de numere aleatoare.
Atacul cu "intermediar" poate fi totuși folosit în cazul criptării cuantice, dacă intermediarul se "prezintă" fiecărei părți autorizate ca fiind cealaltă; după aceea, tot ce trebuie să facă este să respecte protocolul de transmisie a datelor, facând schimb de chei cu cei doi agenți autorizați. Acest fel de atac poate fi evitat prin folosirea unei metode de autentificare prin care cele doua parți se pot recunoaște.

## Istorie
Criptarea cuantică a fost propusă pentru prima oară de Stephen Wiesenr, pe atunci la Universitatea "Columbia" din New York, când, la începutul anilor '70, a introdus un concept de codare cu conjugată cuantică. Lucrarea sa intitulată "Conjugate Coding" a fost respinsă de Comisia de Teoria Informatiei a IEEE, dar a fost in cele din urmă publicată în 1983 în SIGACT News. El arată cum se poate reține sau transmite două mesaje codate in două "observabile conjugate", cum ar fi polarizarea liniară sau circulară a luminii, astfel încât oricare dintre ele, dar nu amandouă, pot fi recepționate și decodificate. El și-a ilustrat ideea cu un proiect de bancnote care nu pot fi falsificate. Un deceniu mai târziu, pe baza acestei lucrări, Charles H. Bennett, de la Centrul de Cercetare "Thomas J. Watson" al IBM, și Gilles Brassard, de la Universitatea din Montréal, au propus o metodă de comunicație securizată bazată pe observabilele conjugate ale lui Wiesener. În 1990, în mod independent și fară să fie la curent cu lucrările precedente, Artur Ekert, pe atunci doctorand la Universitatea din Oxford, a folosit o abordare diferită bazată pe proprietatea de "inseparabilitate cuantică".

## Perspective
Stările legate sunt rareori destul de stabile pentru a putea fi folosite în aplicații comerciale, care sunt astfel limitate (cel puțin deocamdată) la aproximativ 100 de kilometri. Se studiază totuși folosirea sateliților pentru transmiterea stărilor legate, pentru că în afara atmosferei perturbațiile ar fi mult reduse.
Dispozitive comerciale bazate pe criptarea cuantică au apărut, și pot înlocui cu succes protocoale cum ar fi schimbul de chei Diffie-Hellman în aplicațiile care au nevoie de maximum de securitate posibil. Dezavantaje ale acestei tehnologii, care fac ca ea să nu fie larg răspândită, sunt costul echipamentelor și al liniei de fibră optică dedicată, ca și necesitatea de a avea încredere în firma producătoare, ceea ce nu este cazul dacă se folosesc tehnologiile curente, bazate pe software liber și calculatoare standard, ca și lipsa vreunei vulnerabilități majore a acestor tehnologii. Existența unor mijloace de stocare a datelor de mare capacitate și relativ ieftine face ca transmiterea unor cantități mari de date sensibile să poată fi făcută prin curier; aceste date pot să reprezinte chei folosite în cadrul unui algoritm cum ar fi AES. De exemplu, un stoc de chei AES128 care se schimbă de o sută de ori pe secundă și ajung pentru un an poate fi scris pe un model mai nou de iPod sau pe 11 DVD-uri, acestea având avantajul că sunt foarte mobile.